# سه نقطه (فیلم)
سه نقطه (به تامیلی: Aaytha Ezhuthu) فیلمی محصول سال ۲۰۰۴ و به کارگردانی مانی راتنام است. در این فیلم بازیگرانی همچون سوریا، رانگاناتان مدهوان، سیدارت نارایان، تریشا، میرا جازمین، ایشا دئول ایفای نقش کرده‌اند.